# Pā Bāz
Pā Bāz (persiska: پا باز, Pā yi Bāz, Pā Bār) är en ort i Iran.   Den ligger i provinsen Khorasan, i den nordöstra delen av landet, 600 km öster om huvudstaden Teheran. Pā Bāz ligger 1 111 meter över havet och antalet invånare är 146.
Terrängen runt Pā Bāz är platt åt nordväst, men åt sydost är den kuperad. Terrängen runt Pā Bāz sluttar norrut.Runt Pā Bāz är det ganska tätbefolkat, med 56 invånare per kvadratkilometer. Närmaste större samhälle är Deh-e Ḩoseynī, 9,8 km sydväst om Pā Bāz. Trakten runt Pā Bāz består i huvudsak av gräsmarker.